# MS-500V

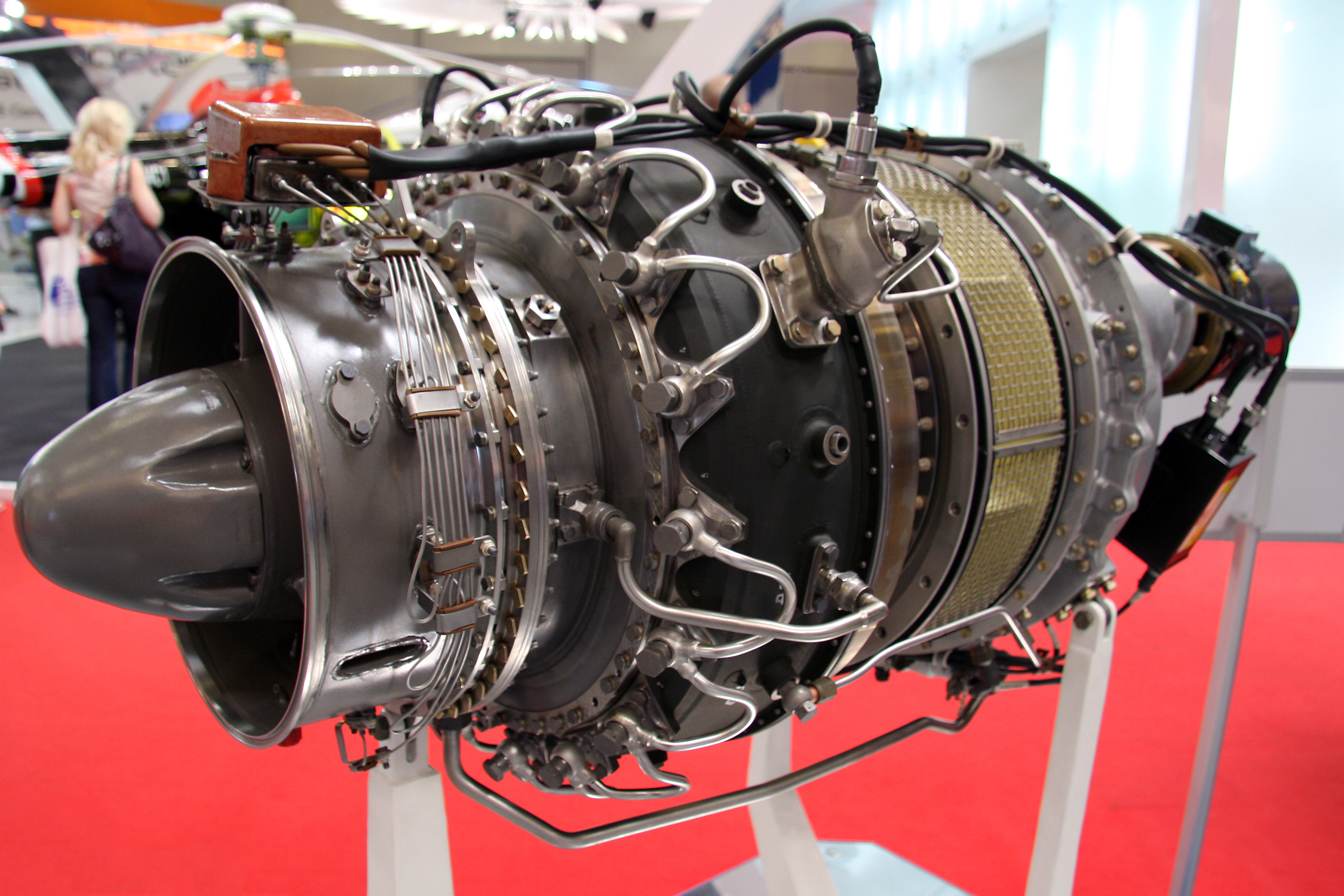
MS-500V

MS-500Vはウクライナのモトール・シーチ社によって開発、生産される一連の軍用と民間用のターボシャフトエンジンである。MS-500Vは離陸重量3.5-6トンのヘリコプターのために開発された。

## 概要
このエンジンシリーズは圧縮比11.2のラジアル圧縮機を特徴とする。

### アンサットへの搭載
アンサットにはプラット・アンド・ホイットニー・カナダ PW207Kが装備されていたがそれを置き換えるためMS-500Vが検討されていた。
2009年11月にコメルサント・ウクライナは2010年(後に2012年に変更)にMS-500Vの生産を開始すると報じた。契約の条件の下では、エンジンの生産上の主要な仕事はウクライナの企業で実施され、アンサットの製造工場であるカザンヘリコプター工場では、最終的な組み立てが行われるとされた。計画の中で、ロシアとウクライナの企業が合弁会社を作成することができるとされたが、条件はまだ議論されなかった。2011年3月にはモトール・シーチは、カザンでウクライナのエンジンを生産するためのライセンス契約に署名し、カザン・エンジン・製造センターとの意向のプロトコルに署名した。予備計画によると、エンジンの85%がザポリージャで、15%がカザンで組み立てられるはずであった。しかし2011年7月にロシアンヘリコプターズはウクライナとの共同生産を拒否し、MS-500Vは不採用となった。モトール・シーチの最高経営責任者の代表はMS-500Vエンジンの設計と認証に投資した資金が返還されると述べ、「今日、東南アジアの顧客との協力のためのオプションを作り上げており、ウクライナの航空機にエンジンを装備する予定である」と語った。

### その後
2014年4月、MS-500Vは国家間航空委員会からの証明を得た。モトール・シーチはアンサットにMS-500Vを搭載するためのすべての文章はすでに利用可能で、エンジンはテストのためにカザンに移送する準備が整い、6ヶ月以内に実施することができると発表した。
2014年5月、ポーランドと欧州諸国との協力の一環として組み立てられる欧州のヘリコプターに、MS-500Vエンジンを装備する可能性について、ポーランドのパートナーと話し合っていると ウクライナの企業の経営者の代表がインタファクス-ウクライナに対し発言。
2014年中頃からはW-3Aのリエンジンの検討が開始され、2015年にモトール・シーチは換装案について明らかとしウクライナの製造業者の代表者がすでにポーランドのPZL-Świdnik、WSK PZL-RzeszówまたはITWL（空軍技術研究所）との交渉に参加していると発表した。2016年5月MS-500V-3のW-3搭載に向けたテストプログラムとプロトタイプサンプルの初期実行が6月に予定されていると発表した。 
2016年4月、MS-500V-01がIACの証明を得た

## 型式

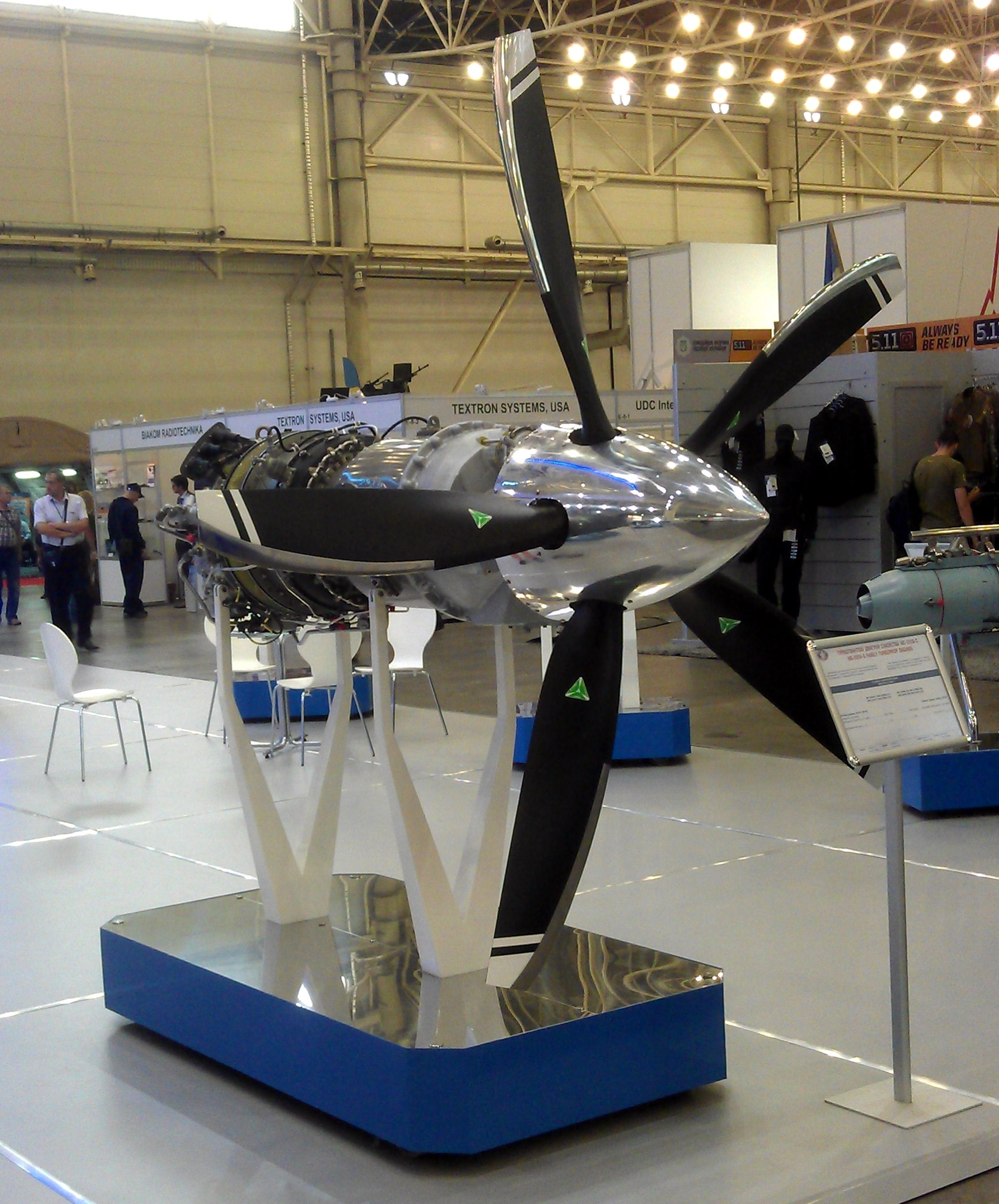
MS-500V-S

MS-500V
630馬力の標準型。
MS-500V-01
810馬力。Mi-54やS-76を対象とする。
MS-500V-02
950馬力。
MS-500V-03
W-3Aのリエンジン用。シャフトがエンジンの後部に取り付けられているのが特徴。出力は現在適用されているギアボックスのままの場合950馬力、新しいギアボックスが適用される場合は1100馬力。
MS-500V-Sと呼ばれるターボプロップ型も存在する。

## 仕様
|             | MS-500V | MS-500V-01 | MS-500V-02 |
| ----------- | ------- | ---------- | ---------- |
| 30分の出力  | 659KW   | 850KW      | 1000KW     |
| 2.5分の出力 | 710KW   | 1000KW     | 1200KW     |
| 離昇出力    | 630KW   | 810KW      | 950KW      |
| 巡航        | 450KW   | 450KW      | 500KW      |

|          | MS-500V-S MS-500V-02S | MS-500V-03S MS-500V-01S |
| -------- | --------------------- | ----------------------- |
| 離昇出力 | 950KW                 | 1050KW                  |